# Jorge Lamas Bértolo
Jorge Lamas Bértolo (Beariz, 1970) es un arqueólogo y escritor español en lengua gallega.

## Trayectoria
Licenciado en Geografía e Historia por la Universidad de Vigo, campus de Orense, obtiene el grado de máxima cualificación por su tesis de licenciatura. Es miembro y máximo responsable de la Sección de Prehistoria y Arqueología del C.E. IES Manuel Chamoso Lamas en la comarca de Carballino.
Es autor de diversas publicaciones relacionadas con la arqueología y la prehistoria sobre la comarca de Carballino y de distintos artículos relacionados con la investigación arqueológica en general. 
Ejerce como arqueólogo profesional desde el año 1999, dirigiendo y participando en proyectos por toda Galicia. Fruto de esta actividad, excava y pone en valor yacimientos de distintas etapas, estudiando mámoas, castros, asentamientos romanos, fortalezas medievales y modernas...
Compagina este trabajo con la divulgación científica a través de congresos y visitas guiadas sobre el patrimonio cultural.

## Obras
- Cemiterios esquecidos (2017)[6]